# Armeria merinoi
Armeria merinoi är en triftväxtart som först beskrevs av Bernis, och fick sitt nu gällande namn av Nieto Fel. och Silva Pando. Armeria merinoi ingår i släktet triftar, och familjen triftväxter. Inga underarter finns listade i Catalogue of Life.